# Habay-la-Vieille
Habay-la-Vieille (en gaumais Hâbâ-la-Viè, en luxembourgeois Al-Habech/Aal-Habech) est une section et un village de la commune belge de Habay situés en Région wallonne dans la province de Luxembourg. C'était une commune à part entière avant la fusion des communes de 1977. 

## Géographie
Traversé par la Rulle, le village gaumais se trouve en bordure méridionale de la grande forêt d'Anlier. La ville principale d'Arlon se trouve à une quinzaine de kilomètres.  

## Démographie
- Source: INS recensements population

## Histoire

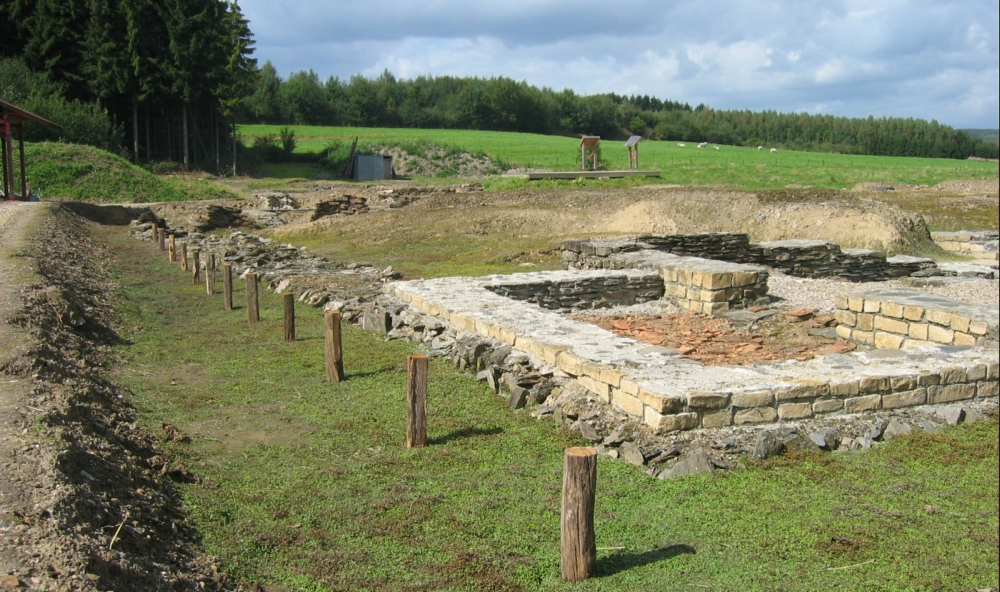
Mageroy, Fondations de l'époque gallo-romaine.

Le village a fait partie du comté de Chiny jusqu'au XIIIe siècle, puis du duché de Luxembourg. Au XVIe siècle, il prospère avec l'installation de forges, puis perd près de 70 % de sa population avec la peste de 1636 et la Guerre de Trente Ans. Il souffre également des deux Guerres mondiales. Le Mageroy est l'un des sites archéologiques les plus importants de la région. Il est constitué d'une villa gallo-romaine qui a été habitée entre le Ier et le IVe siècle de notre ère. Il y fut découvert un [dé] à jouer qui brisé par inadvertance, permit de constater qu'il était rempli de mercure, ce qui permettait au joueur le possédant de forcer la valeur de son choix. C'est aujourd'hui le seul objet de ce type découvert dans cette villa gallo-romaine de Mageroy

## Patrimoine et culture

### Patrimoine architectural
- La Chapelle Saint-Hubert est un monument classé.
- Le château de la Trapperie (avec son étang) appartenait à la famille de Trappé avant d'entrer dans le patrimoine de la Maison de Mérode.
- Les fondations d'une villa gallo-romaine datant du Ier siècle furent découvertes sur le site de Mageroy.
- La gare de Habay se trouve sur l'importante ligne 162 des chemins de fer, reliant Namur à la frontière luxembourgeoise.

## Personnalité
- Abraham Gilson (1741-1809), moine cistercien d'Orval et artiste-peintre, est né à Habay-la-Vieille.